# Flagrum

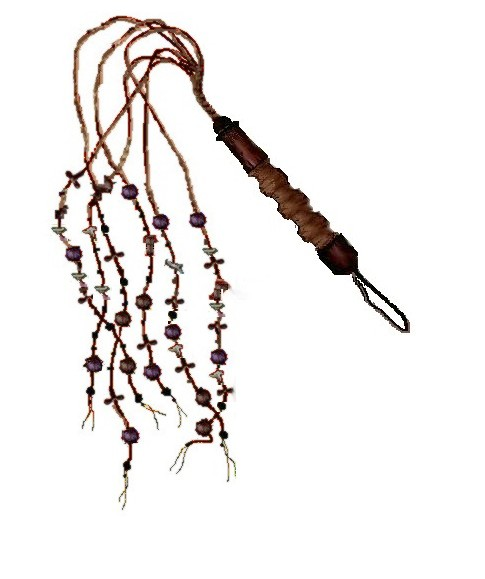
Flagrum

Il flagrum (plurale flagra, dall'indo-europeo comune *bhlag, «colpire») è un piccolo flagello romano, principalmente utilizzato come punizione corporale all'interno del sistema giudiziario dell'Antica Roma.

## Descrizione

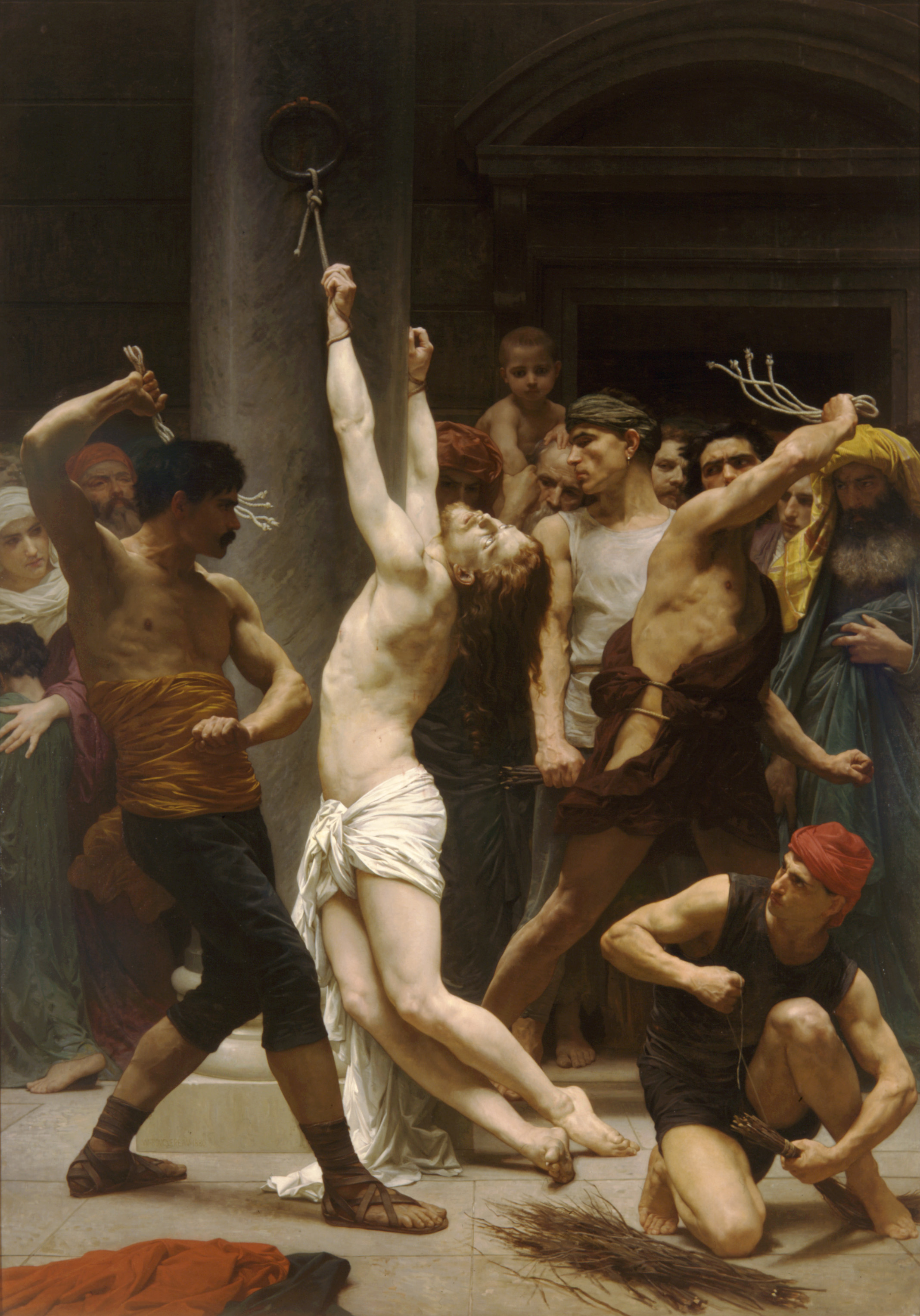
La flagellazione di Nostro Signore Gesù Cristo (1880), di William-Adolphe Bouguereau.

Non abbiamo notizie precise sulla forma dei flagra, in quanto non esisteva un unico modello a cui attenersi e quindi ciascuno poteva regolarsi come meglio poteva, usando materiali diversi (corde, catene, cuoio, etc.). Ci sono notizie sulla possibilità di usare flagelli fatti di corde con alle estremità o lungo tutta la corda pezzi di osso (normalmente astragali di animale, perlomeno in ambito cultuale dei sacerdoti di Cibele) o di metallo contundente. In questi casi la frusta assestava dei colpi pesanti e laceranti.

## Storia

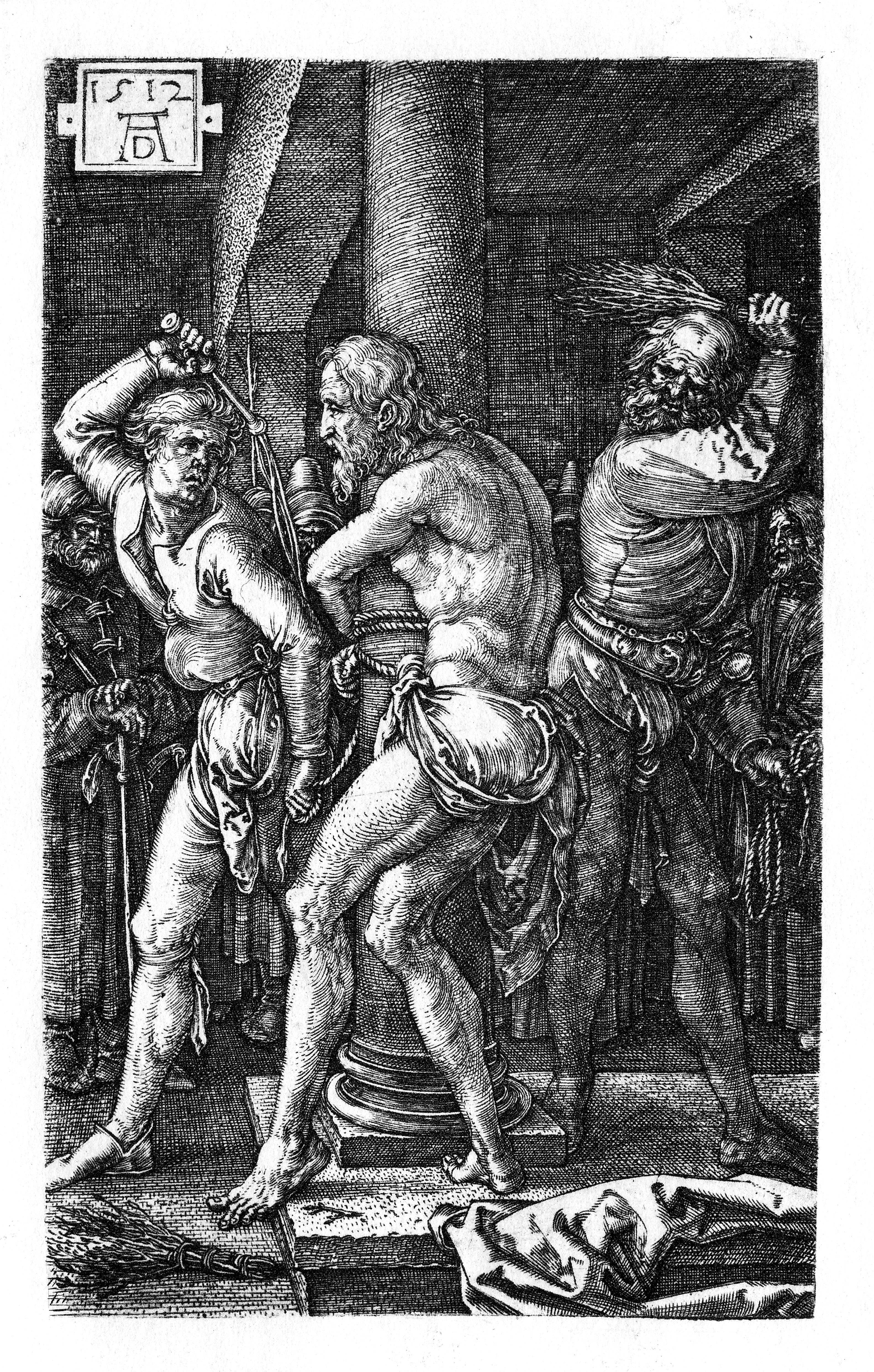
La stampa di Albrecht Dürer (1512) sulla Flagellazione di Gesù mostra la fustigazione con le verghe e la flagellazione col flagrum.

Nella Civiltà romana, questo strumento tradizionale di punizione corporale era solitamente utilizzato per la flagellazione e come supplizio preliminare per coloro che dovevano essere giustiziati (anche tramite crocifissione). Era applicata però solo ai non cittadini; i cittadini romani erano di solito esentati da tale punizione ignominiosa e dalle conseguenze spesso irreversibili (corpo mutilato o addirittura la morte).
Secondo il costume romano, il tipo di frusta con cui si veniva puniti dipendeva dalla qualità sociale del condannato. Così i soldati - puniti per aver infranto i regolamenti militari - venivano puniti con bastoni (ed a colpi contati), mentre ai liberti potevano essere somministrati colpi di verga.

### La flagellazione di Gesù Cristo
Gesù secondo i Vangeli ha subito una flagellazione, ma non è chiarito con quale strumento e di quale forma (Mt 27,26, Mc 15,15, G n 19,1).